# 에이드리엔 말루프
에이드리엔 말루프(Adrienne Maloof, 1961년 9월 4일 ~ )는 미국의 사업가, 사교계 인사이다. 말루프(Maloof) 가문 출신이다.